# Rio dos Índios
Rio dos Índios là một đô thị thuộc bang Rio Grande do Sul, Brasil. Đô thị này có diện tích 236,966 km², dân số năm 2007 là 4202 người, mật độ 17,73 người/km².